# Gymnocypris przewalskii
Gymnocypris przewalskii (tiếng Trung: 青海湖裸鲤; Hán-Việt: Thanh Hải hồ lỏa lí; nghĩa đen 'cá chép trần hồ Thanh Hải') là một loài thuộc họ Cá chép đặc hữu lưu vực hồ Thanh Hải ở Trung Quốc, nơi nó là loài cá chiếm ưu thế. G. przewalskii ăn sinh vật phù du và gồm hai phân loài, một phân loại chính sống trong hồ nhưng di cư lên sông để đẻ còn phân loài kia sống chỉ trong sông Cam Tư. Loài này được sách đỏ Trung Quốc xem là loài bị đe dọa do săn bắt quá mức. Từ 1989, đã bốn lần chính quyền ra quyết định tạm cấm đánh bắt loài cá này.

## Đặc điểm

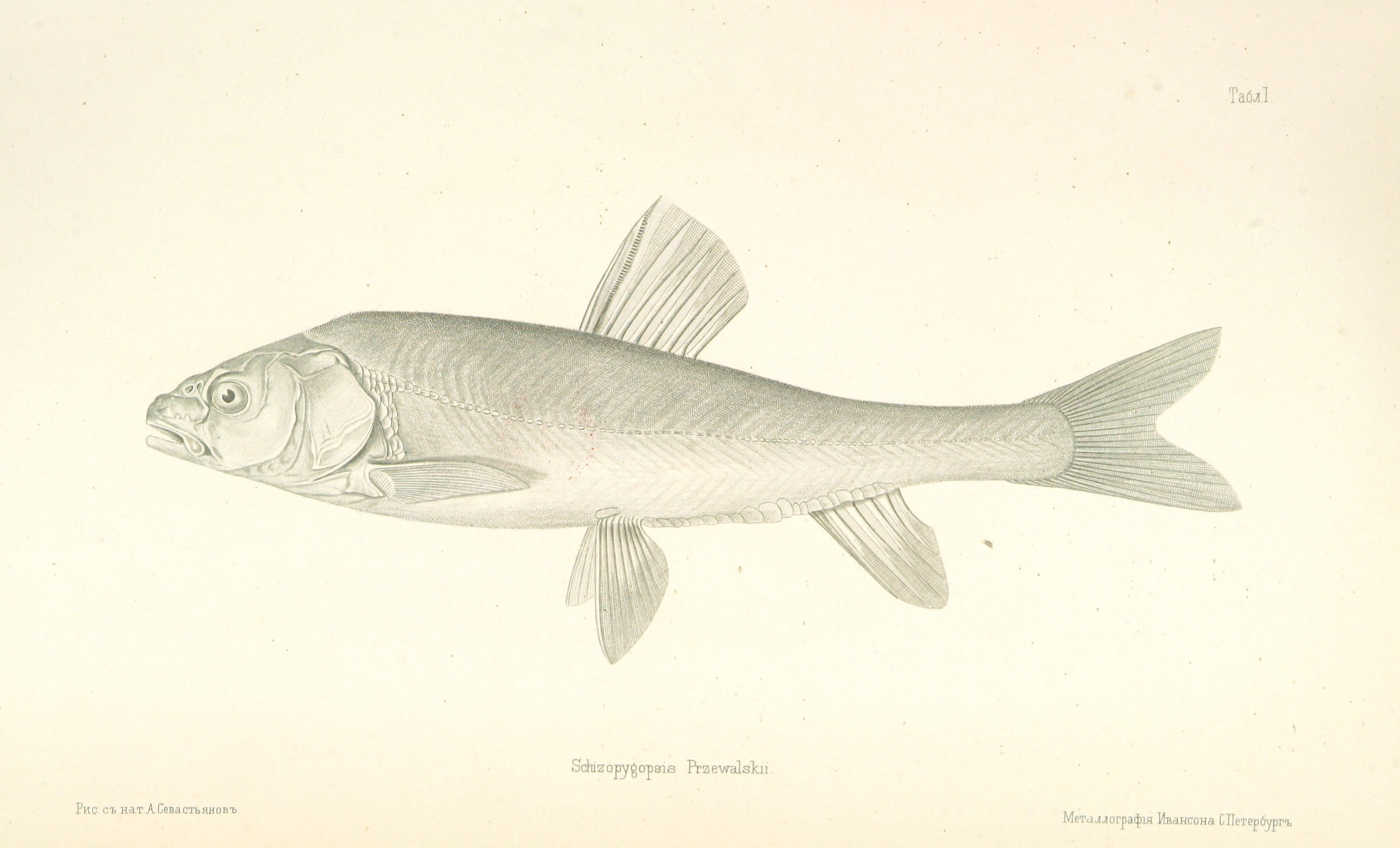
Tranh vẽ Gymnocypris przewalskii với tên cũ Schizopygopsis przewalskii

G. przewalskii đạt chiều dài tối đa 48 cm (1,57 ft) và thường nặng 300–500 g (0,66–1,10 lb) ở tuổi sinh sản. Chúng chủ yếu ăn động vật phù du vùng đáy nước, dù chúng cũng có ăn những động vật không xương sống thủy sinh khác. Chúng có thân dài, dẹp và gần như không vảy, trừ vùng quanh hậu môn và đai vai. Chúng lớn khá chậm và cần đến 7–10 năm để đạt kích thước và độ tuổi sinh sản.

## Di cư
Hồ Thanh Hải có độ mặn 14 phần ngàn, nghĩa là nước hồ là nước lợ. Từ tháng 4 đến tháng 7, cá trưởng thành lội 40–50 km (25–31 mi) đến những dòng nước ngọt gần đó để đẻ. Những nơi này là sông Harge, Goncha, Chang Ji, và Buha. Giống cá hồi, chúng kiếm những chỗ có đáy cát hay sỏi nước chảy chậm để làm ổ. Khi cá bơi về hồ, mức chất điện phân li của chúng tăng nhanh, còn việc bài tiết nước tiểu, mức trao đổi nhất, và sự tiêu thụ oxy đều giảm mạnh. Cá con bơi đến hồ sau khi qua đông ở con sông mà chúng sinh ra.
Một quần thể khác, sống hoàn toàn trong sông Cam Tư gần đó và tùy quan điểm mà được coi như một loại kiểu sinh thái hay phân tư (G. p. ganzihonensis). Dù quần thể này bắt nguồn từ hồ Thanh Hải, mực nước thấp đã giữ chúng lại đây. Hai quần thể khác nhau ở kích thước và số lược mang.